# Schöppenstedt
Schöppenstedt − miasto w Niemczech, w kraju związkowym Dolna Saksonia, w powiecie Wolfenbüttel, siedziba gminy zbiorowej Elm-Asse. Do 31 grudnia 2014 siedziba gminy zbiorowej Schöppenstedt.